# Чжоу Сюхуа
Чжоу Сюхуа (8 грудня 1966) — китайська академічна веслувальниця.
Бронзова призерка Олімпійських Ігор 1988 року в складі вісімки.